# Sainte-Sophie
Sainte-Sophie è un comune del Canada, situato nella provincia del Québec, nella regione di Laurentides.